# Episodi di Will Trent (seconda stagione)
La seconda stagione della serie televisiva Will Trent, composta da 10 episodi, è stata trasmessa in prima visione assoluta negli Stati Uniti d'America su ABC dal 20 febbraio al 21 maggio 2024.
In Italia la stagione è stata distribuita sul servizio di streaming on demand Disney+ dal 17 luglio al 11 settembre 2024.
| nº | Titolo originale                      | Titolo italiano                          | Prima TV USA     | Pubblicazione Italia |
| -- | ------------------------------------- | ---------------------------------------- | ---------------- | -------------------- |
| 1  | Me Llamo Will Trent                   | Me Llamo Will Trent                      | 20 febbraio 2024 | 17 luglio 2024       |
| 2  | It's the Work I Signed Up For         | È il lavoro che ho scelto di fare        | 27 febbraio 2024 | 17 luglio 2024       |
| 3  | You Don't Have to Understand          | Non c'è bisogno di capire                | 5 marzo 2024     | 24 luglio 2024       |
| 4  | It's Easier to Handcuff a Human Being | È più facile ammanettare un essere umano | 26 marzo 2024    | 31 luglio 2024       |
| 5  | Capt. Duke Wagner's Daughter          | La figlia del capitano Duke Wagner       | 2 aprile 2024    | 7 agosto 2024        |
| 6  | We Are Family                         | Siamo di famiglia                        | 9 aprile 2024    | 14 agosto 2024       |
| 7  | Have You Never Been to a Wedding?     | Non sei mai stato a un matrimonio?       | 30 aprile 2024   | 21 agosto 2024       |
| 8  | Why Is Jack's Arm Bleeding?           | Perché il braccio di Jack sanguina?      | 7 maggio 2024    | 28 agosto 2024       |
| 9  | Residente o Visitante                 | Residente o Visitante                    | 14 maggio 2024   | 4 settembre 2024     |
| 10 | Do You See the Vision?                | Hai la visione?                          | 21 maggio 2024   | 11 settembre 2024    |

## Me Llamo Will Trent
- Titolo originale: Me Llamo Will Trent
- Diretto da: Howard Deutch
- Scritto da: Liz Heldens e Britta Lundin

### Trama
- Guest star: Kevin Daniels (Franklin), Greg Germann (James Ulster), Ser'Darius Blain (Luke Sullivan), Christy Jung-Yun Choi (Emily Chu), Clark Gregg (Arthur Highsmith), Susan Kelechi Watson (Cricket Dawson)
- Altri interpreti: Cora Lu Tran (Nico), Sara Antonio (Gina Ormewood), Jophielle Love (Cooper Ormewood), Owen Trumbly (Max Ormewood), Cristen Barnes (Sue Wakefield), Tedd Taskey (Keith Wakefield), Lion Way (Jason Wakefield), Alonzo Ward (Barney), Irene Santiago (insegnante di spagnolo), Josh Henry (dottore), Mickey Cole Jr. (Miles Highsmith), Landon Huff (Damon), Isaac Dodds (Will Trent a dodici anni), Michaela Cronan (Anna), Randy Spence (Sleeveless Jack), Gabrielle Jackson (bambina), MJ Tanaka (bambino), Connor Boland (bambino)
- Ascolti USA: telespettatori 4 769 000[3]

## È il lavoro che ho scelto di fare
- Titolo originale: It's the Work I Signed Up For
- Diretto da: Eric Dean Seaton
- Scritto da: Daniel Thomsen e Inda Craig-Galván

### Trama
- Guest star: C. Thomas Howell (direttore Sturgill Hardly), Greg Germann (James Ulster), Sara Antonio (Gina Ormewood), Charlie Besso (Joey)
- Altri interpreti: Cora Lu Tran (Nico), Owen Trumbly (Max Ormewood), Mickey Cole Jr. (Miles Highsmith), Kellen Boyle (Mackie), Keith Flippen (Jack Richards), Alan Wells (Coleman Walsh), Glenn Magee (Ron Flashwood), Steven Lane (Ringo), Chapel Elizabeth Oaks (Crystal), Christina Wren (Caroline), Tracy Wiu (Edina), Isaac Dodds (Will Trent a dodici anni), Tony Bravado (Trevis McNabb), Jennifer Yun (guardia del punto di controllo), Dominick Racano (guardia), Paul Franchak (agente del GBI)
- Ascolti USA: telespettatori 3 973 000[4]

## Non c'è bisogno di capire
- Titolo originale: You Don't Have to Understand
- Diretto da: Jason Ensler
- Scritto da: Karine Rosenthal

### Trama
- Guest star: Ricardo Antonio Chavira (consigliere Victor Carrey), Jerod Haynes (pastore Reggie), Jennifer Westfeldt (Erin Carrey), Will Rothhaar (Joel Burkle)
- Altri interpreti: Todd Allen Durkin (capitano Dennis Heller), Kurt Yue (Pete Chin), Kaitlyn Bausch (Isabella Altman), Philip Covin (Denny Collier), William McKinney (Wolfgang), Cara Mantella (Summer Fifield), Julian Green (Ian Schiff), Toynal Davis (APD tester), Essex O'Brien (Eugene Warren), Sheila Maddox (Trina Warren), Katherine Walterhouse (madre di Isabella), Tasia Brown (paramedico), Lucas Hyde (Ted Burkle)
- Ascolti USA: telespettatori 4 829 000[5]

## È più facile ammanettare un essere umano
- Titolo originale: It's Easier to Handcuff a Human Being
- Diretto da: Patricia Cardoso
- Scritto da: Henry "Hank" Jones e Adam Toltzis

### Trama
- Special guest star: Phaedra Parks (Adela Blakely), Shamea Morton (Aviva Westwood)
- Guest star: Daphne Bloomer (Erykah Goodwine), Shakira Ja'nai Paye (Shanitra Hux), Ser'Darius Blain (Luke Sullivan), Dave Maldonado (sceriffo Eppley)
- Altri interpreti: Cora Lu Tran (Nico), Todd Allen Durkin (capitano Dennis Heller), Myke Holmes (Percy), Chapel Elizabeth Oaks (Crystal), Sean Hankinson (Brent Swann), Kay Galvin (Myrtle Herndershaw), Sean Michael Weber (Bradley), Anthony Notarile (RJ), Selena Turner (Nicole), Michael Rub (Alex), Peter Heid (Ken Goddard), Isaac Dodds (Will Trent a dodici anni), Tim Parati (Cameron Stoll), Dilshad Seybou (Tuck Morton), Meme Fort (Hannah Mills)
- Ascolti USA: telespettatori 4 410 000[6]

## La figlia del capitano Duke Wagner
- Titolo originale: Capt. Duke Wagner's Daughter
- Diretto da: Holly Dale
- Scritto da: Inda Craig-Galván e Rebecca Murga

### Trama
- Special guest star: Jenna Elfman (direttrice del GBI Edie Reynolds)
- Guest star: Sydney Park (Amanda Wagner da giovane)
- Altri interpreti: Michael Papajohn (Chuck Murray), Chad Gall (Chuck Murray da giovane), Don Henderson Baker (Dennis Murray), Sherri Eakin (Nancy), Todd Allen Durkin (capitano Dennis Heller), Isaiah Stratton (agente O'Hara), Cedrick Cooper (agente Wirth), Owen Trumbly (Max Ormewood), Jophielle Love (Cooper Ormewood), Christina Wren (Caroline), Brittney Paul (Lee Anne Garza), Tommy McNulty (agente della SWAT)
- Ascolti USA: telespettatori 4 352 000[7]

## Siamo di famiglia
- Titolo originale: We Are Family
- Diretto da: Lea Thompson
- Scritto da: Britta Lundin e Aja Hoggatt

### Trama
- Guest star: Ser'Darius Blain (Luke Sullivan), Kenneth Mosley (Glinda Velvet / Josiah Patnett), Garrett Richmond (Gabe Ringgold), Leif Gantvoort (Barrett Fairhope), Gillian Rabin (Rowan Ringgold), Jonny Beauchamp (Bon Bon Chiffon), John Ortiz (Antonio Miranda)
- Altri interpreti: Cora Lu Tran (Nico), Jophielle Love (Cooper Ormewood), Isaiah Stratton (agente O'Hara), Kurt Yue (Pete Chin), Ace Marrero (Ernie), Ben Aponte (Tiny), Pete Burris (Dalton Ringgold), Caroline Carter (Deirdre Ringgold), Cory Phelps (fan)
- Ascolti USA: telespettatori 4 282 000[8]

## Non sei mai stato a un matrimonio?
- Titolo originale: Have You Never Been to a Wedding?
- Diretto da: Michael Lehmann
- Scritto da: Liz Heldens e Adam Toltzis

### Trama
- Guest star: Kevin Daniels (Franklin), Joseph Castillo-Midyett (Trae)
- Altri interpreti: Phrederic Semaj (Domiique), Hannah Aslesen (Spud), Austin Alexander (Mookie), Blaike Lewis (Colin), John Cihangir (Christian), Candy McLellan (Patty), Deion Smith (Jeremy Mitchell), Brody Rose (Andre), Ashley Drayton (Lindsay), Malinda Logan (Danielle), Estella Kahiha (ragazza dei fiori che piange), Chad Darnell (Paul), Cora Lu Tran (Nico), Todd Allen Durkin (capitano Dennis Heller), Chapel Elizabeth Oaks (Crystal), Matthew Zuk (Todd Fayzell), Jim Braswell (Brian), Isaac Dodds (Will Trent a dodici anni), Randy Spence (Sleeveless Jack), Michaela Cronan (Anna), Gabrielle Jackson (bambina in affidamento #1), MJ Tanaka (bambino in affidamento #2), Eva Spielman (bambina in affidamento #3), Connor Boland (bambino in affidamento #4)
- Ascolti USA: telespettatori 4 692 000[9]

## Perché il braccio di Jack sanguina?
- Titolo originale: Why Is Jack's Arm Bleeding?
- Diretto da: Keith Powell
- Scritto da: Karine Rosenthal e Henry "Hank" Jones

### Trama
- Guest star: Kurt Yaeger (Rudy Fritchman), Charlie Besso (Joey), John Ortiz (Antonio Miranda)
- Altri interpreti: Boone Platt (Wallace), Ulyses Espinoza (Tank), Darian Rolle (Mullins), Erin Goins (Bunny Tompkins), Sarah Mack (Melanie), Chapel Elizabeth Oaks (Crystal), Jared Simon (Nelson Royer), Anthony Pyatt (Ethan Royer), Mary Kraft (Kit Royer), Leland L. Jones (Albert), Kevin T. DeWitt (Derek), Tanya Freeman (Jeanine Derwingson), Kurt Yue (Pete Chin), Owen Trumbly (Max Ormewood), Jophielle Love (Cooper Ormewood), Isaac Dodds (Will Trent a dodici anni), Randy Spence (Sleeveless Jack), Michaela Cronan (Anna)
- Ascolti USA: telespettatori 3 717 000[10]

## Residente o Visitante
- Titolo originale: Residente o Visitante
- Diretto da: Sheree Folkson
- Scritto da: Daniel Thomsen e Rebecca Murga

### Trama
- Guest star: Chapel Elizabeth Oaks (Crystal), Christy St. John (agente FBI Kristen Murphy), John Ortiz (Antonio Miranda)
- Altri interpreti: Jay Santiago Suárez (Javi Perez), Claudia Guerrero (Kalinda), Alejandro Guevarez (uomo misterioso), Elisa de la Roche (Clarita), Patricia Mauceri (Camila), Raiany Silva (Lucy Morales), Christopher Harvey (Doug Elfman), Ciarah Amaani (medico), Cindy L. Jefferson (Sheila), Chester Shepherd (Elliot Danvil), Owen Trumbly (Max Ormewood), Adam Ignacio (Rocky Angelina), Isaiah Stratton (agente O'Hara), Christina Wren (Caroline), Diego Acevedo (fratello adolescente #1), Brian Dean Rittenhouse (fratello adolescente #2), Heather Lamboy (vicina #1), Alex Patterson (vicino #2), Kenisha Johnson (vicino #3)
- Ascolti USA: telespettatori 3 892 000[11]

## Hai la visione?
- Titolo originale: Do You See the Vision?
- Diretto da: Liz Heldens
- Scritto da: Liz Heldens e Kath Lingenfelter

### Trama
- Guest star: Kevin Daniels (Franklin), Ser'Darius Blain (Luke Sullivan), Chapel Elizabeth Oaks (Crystal), Charlie Besso (Joey), Sara Antonio (Gina Ormewood), Maya Lou Hlava (Casey), Kurt Yue (Pete Chin)
- Altri interpreti: Cora Lu Tran (Nico), Brittany Wilkerson (Diane), Savannah Hutson (Angie da giovane), Adam Ignacio (Rocky Angelina), Owen Trumbly (Max Ormewood), Jophielle Love (Cooper Ormewood), Cedrick Cooper (agente Wirth), Todd Allen Durkin (capitano Dennis Heller), Christina Wren (Caroline), Chad Martin (Connor Bierce), Michael Otis (Blake Turner), Jason Vail (uomo di mezza età), Brian Ashton Smith (poliziotto locale), Gobbie Dixon (infermiera), Bree Shannon (Heather Olson), Eve Tatiana Morales (Harriet Trent a sei anni), Eva Jade Halford (Lucinda Trent a otto anni), Noah Mendes (Cyril a undici anni), Maddie Cravens (Harriet Trent a sedici anni), Brenna Noyes (Lucinda Trent a diciotto anni), Hunter Romanillos (Cyril a ventun'anni)
- Ascolti USA: telespettatori 4 082 000[12]